# Suzanne Tony Robert
Suzanne Tony Robert, née Suzanne Raymonde Josephine Bougenot le 8 décembre 1900 à Maubeuge et morte le 27 juin 1995 dans le 16e arrondissement de Paris, est une résistante française durant la Seconde Guerre mondiale, fondatrice du réseau « Cohors-Asturies» en Seine-et-Marne, affilié au mouvement Libération-Nord.

## Biographie
Suzanne Bougenot naît en 1900 à Maubeuge, fille de Raymond Armand Bougenot, employé principal à la Société générale, et Mathilde Martin, son épouse. En 1934, elle se fiance puis se marie à Bruxelles avec Tony Robert, directeur technique des raffineries Say,,.
Elle meurt en 1995 à Paris.